# Virus RNK
Virusi RNK ali ribovirusi so virusi z dednino v obliki RNK; običajno gre za enojnoverižno RNK, pri nekaterih virusih pa dvojnovijačno RNK.
Mednarodni odbor za taksonomijo virusov šteje med viruse RNK viruse iz skupin III, IV in V po Baltimorovi virusni klasifikaciji. Mednje ne šteje virusov, ki poznajo v svojem življenjskem ciklu intermediate DNK, tako imenovani retrovirusi, ki jih ubrščamo v skupino IV in kamor spada na primer virus HIV. Resnejše bolezni, ki jih pri ljudeh povzročajo virusi RNK, so na primer SARS, gripa, hepatitis C in otroška ohromelost.

## Skupina III – virusi z dvojnovijačno RNK
- družina Birnaviridae
- družina Chrysoviridae
- družina Cystoviridae
- družina Endornaviridae
- družina Hypoviridae
- družina Partitiviridae
- družina Picobirnaviridae
- družina Reoviridae – vključuje rotavirus
- družina Totiviridae

- Nerazvrščeni rodovi:
  - Endornavirus
  - Varicosavirus

Vir:

## Skupina IV – virusi s pozitivno usmerjeno enoverižno RNK
- red Nidovirales
  - družina Arteriviridae
  - družina Coronaviridae – vključuje koronavirus, SARS
  - družina Roniviridae

- red Picornavirales
  - družina Bacillariornaviridae
  - družina Caliciviridae – vključuje virus Norwalk
  - družina Dicistroviridae
  - družina Iflaviridae
  - družina Labyrnaviridae
  - družina Marnaviridae
  - družina Picornaviridae - vključuje poliovirus, virus prehlada in virus hepatitisa A
  - družina Potyviridae
  - družina Secoviridae vključuje poddružino Comovirinae
  - družina Sequiviridae

- red Tymovirales
  - družina Alphaflexiviridae
  - družina Betaflexiviridae
  - družina Gammaflexiviridae
  - družina Tymoviridae

- Nerazvrščene družine:
  - družina Alvernaviridae
  - družina Astroviridae
  - družina Barnaviridae
  - družina Bromoviridae
  - družina Closteroviridae
  - družina Flaviviridae – vključuje virus rumene mrzlice, virus zahodnega Nila, virus hepatitisa C, virus denge
  - družina Leviviridae
  - družina Luteoviridae – vključuje virus rumene ječmenove pritlikavosti
  - družina Narnaviridae
  - družina Nodaviridae
  - družina Tetraviridae
  - družina Togaviridae – vključuje virus rdečk, virus reke Ross, virus sindbis, virus chikungunya
  - družina Tombusviridae
  - družina Virgaviridae[5]

- - Nerazvrščeni rodovi:
    - rod Benyvirus
    - rod Hepevirus – vključuje virus hepatitisa E
    - rod Idaeovirus
    - rod Ourmiavirus
    - rod Sobemovirus
    - rod Umbravirus

## Skupina V – virusi z negativno usmerjeno enoverižno RNK
- red Mononegavirales
  - družina Bornaviridae – virus Borna
  - družina Filoviridae - vključuje virus Ebola, virus Marburg
  - družina Paramyxoviridae – vključuje virus ošpic, virus mumpsa, virus Nipah, virus Hendra
  - družina Rhabdoviridae – vključuje virus stekline

- Nerazvrščene družine:
  - družina Arenaviridae – vključuje virus Lassa
  - družina Bunyaviridae – vključuje hantavirus
  - družina Ophioviridae
  - družina Orthomyxoviridae – vključuje viruse influence

- Nerazvrščeni rodovi:
  - rod Deltavirus
  - rod Nyavirus[6] – vključuje virusa Nyamanini in Midway
  - rod Tenuivirus

- Nerazvrščene družine:
  - virus Taastrup

Vir: